# Laðanfelli
Laðanfelli är ett berg i Färöarna (Kungariket Danmark).   Det ligger i sýslan Suðuroyar sýsla, i den södra delen av landet, 60 km söder om huvudstaden Tórshavn. Toppen på Laðanfelli är 286 meter över havet. Laðanfelli ligger på ön Suðuroy.
Terrängen runt Laðanfelli är lite kuperad. Runt Laðanfelli är det ganska glesbefolkat, med 29 invånare per kvadratkilometer. Närmaste större samhälle är Vágur, 4,5 km söder om Laðanfelli. Trakten runt Laðanfelli består i huvudsak av gräsmarker.